# Tubungan
Tubungan is een gemeente in de Filipijnse provincie Iloilo op het eiland Panay. Bij de laatste census in 2010 telde de gemeente bijna 22 duizend inwoners.

## Geografie

### Bestuurlijke indeling
Tubungan is onderverdeeld in de volgende 48 barangays:
| - Adgao - Ago - Ambarihon - Ayubo - Bacan - Bagunanay - Badiang - Balicua - Bantayanan - Batga - Bato - Bikil - Boloc - Bondoc - Borong - Buenavista | - Cadabdab - Daga-ay - Desposorio - Igdampog Norte - Igdampog Sur - Igpaho - Igtuble - Ingay - Isauan - Jolason - Jona - La-ag - Lanag Norte - Lanag Sur - Male - Mayang | - Molina - Morcillas - Nagba - Navillan - Pinamacalan - San Jose - Sibucauan - Singon - Tabat - Tagpu-an - Talento - Teniente Benito - Victoria - Zone I - Zone II - Zone III |

## Demografie
Tubungan had bij de census van 2010 een inwoneraantal van 21.540 mensen. Dit waren 909 mensen (4,4%) meer dan bij de vorige census van 2007. Ten opzichte van de census van 2000 was het aantal inwoners gegroeid met 2.533 mensen (13,3%). De gemiddelde jaarlijkse groei in die periode kwam daarmee uit op 1,26%, hetgeen lager was dan het landelijk jaarlijks gemiddelde over deze periode (1,90%).

De bevolkingsdichtheid van Tubungan was ten tijde van de laatste census, met 21.540 inwoners op 85,18 km², 252,9 mensen per km².